# Deus Sabe Quanto Amei
Deus Sabe Quanto Amei (Some Came Running), é um filme de drama e romance dirigido por Vicente Minnelli e protagonizado por Frank Sinatra, Dean Martin e Shirley MacLaine. É baseado no livro Some Came Running escrito por James Jones, publicado em 1957.

## Sinopse
Dave Hirsh (Frank Sinatra), é um veterano da guerra que volta à sua cidade natal, Parkman, após ter sido intoxicado num ônibus com destino a Chicago. Ginnie Moorehead (Shirley MacLaine), uma mulher humilde, tinha pegado o mesmo ônibus.
Hirsh tinha deixado Parkman há 16 anos, quando seu irmão mais velho, Frank (Arthur Kennedy), o colocou num internato. Frank tinha se casado e começado a investir no negócio de joalheria do pai da sua mulher, Agnes, e faz de sua posição social, a sua maior prioridade. o regresso de Dave ameaça tudo isso, fazendo com que Frank faça de tudo para que ganhe respeito, apresentando Dave ao seu amigo Professor French (Larry Gates) e sua filha Gwen (Martha Hyer), também professora.
Dave se torna amigo de Bama Dillert (Dean Martin), um jogador que acabou ficando em Parkman. Dois motivos fazem com que Dave demonstre esperança e redenção: ele começa a ter um carinho paternal por sua sobrinha Dawn (Betty Lou Keim), filha de Frank, e apaixona-se por Gwen. Tirando sua reputação, Dave é um homem bom e honesto e bem atento em relação aos seus problemas. Seu cinismo, às vezes, serve como disfarce da dor por ter sido rejeitado. 
Mesmo Ginnie, não sendo da sua classe social ou até intelectual, Dave vê algo bom nela e mostra o seu verdadeiro amor. No fim, Ginnie, que acaba sendo perseguida por seu ex-namorado (um bandido de Chicago), prova o seu grande amor por Dave. Quando o seu ex-namorado iria atirar em Dave, Ginnie coloca-se à frente, levando o tiro. Mas no livro, Dave é que é a vítima inocente.

## Elenco
- Frank Sinatra – Dave Hirsh
- Dean Martin – Bama Dillert
- Shirley MacLaine – Ginnie Moorehead
- Martha Hyer – Gwen French
- Arthur Kennedy – Frank Hirsh
- Nancy Gates – Edith Barclay
- Leora Dana – Agnes Hirsh
- Berry Lou Keim – Dawn Hirsh
- Larry Gates – Professor Robert Haven French
- Steve Pack – Raymond Lanchak
- Connie Gilchrist – Jane Barclay
- Ned Wever – Smitty

## Prêmios e indicações
| Ano                 | Categoria                                | Artista                                                           | Resultado      |
| Academy Awards      | Academy Awards                           | Academy Awards                                                    | Academy Awards |
| ------------------- | ---------------------------------------- | ----------------------------------------------------------------- | -------------- |
| 1959                | Melhor Atriz                             | Shirley MacLaine                                                  | Indicado       |
| 1959                | Melhor Ator Coadjuvante                  | Arthur Kennedy                                                    | Indicado       |
| 1959                | Melhor Atriz Coadjuvante                 | Martha Hyer                                                       | Indicado       |
| 1959                | Melhor Figurino                          | Walter Plunkett                                                   | Indicado       |
| 1959                | Melhor Canção Original                   | Jimmy Van Heusen e Sammy Cahn (pela música "To Love to be Loved") | Indicado       |
| Golden Globe Awards |                                          |                                                                   |                |
| 1959                | Melhor Atriz – Filme de Drama            | Shirley MacLaine                                                  | Indicado       |
| Laurel Awards       |                                          |                                                                   |                |
| 1959                | Melhor Filme de Drama                    | –                                                                 | Indicado       |
| 1959                | Melhor Performance Coadjuvante Masculina | Arthur Kennedy                                                    | Indicado       |
| 1959                | Melhor Performance Dramática Feminina    | Shirley MacLaine                                                  | Indicado       |
| 1959                | Melhor Canção                            | Jimmy Van Heusen e Sammy Cahn (pela música "To Love to be Loved") | Indicado       |
| 1959                | Melhor Performance Coadjuvante Feminina  | Martha Hyer                                                       | Ganhou         |
| 1959                | Melhor Performance Dramática Masculina   | Frank Sinatra                                                     | Ganhou         |
| 1959                | Melhor Trilha Sonora                     | Elmer Bernstein                                                   | Ganhou         |